# Comuna Solovka, Ujhorod
Solovka (în ucraineană Соловка) este o comună în raionul Ujhorod, regiunea Transcarpatia, Ucraina, formată din satele Petrivka și Solovka (reședința).

## Demografie
Componența lingvistică a comunei Solovka
     Maghiară (63,87%)
     Ucraineană (35,4%)
     Alte limbi (0,56%)
Conform recensământului din 2001, majoritatea populației comunei Solovka era vorbitoare de maghiară (63,87%), existând în minoritate și vorbitori de ucraineană (35,4%).